# Helicoverpa rama
Helicoverpa rama là một loài bướm đêm trong họ Noctuidae.